# Chesstempo
Chesstempo.com je internetska stranica i internetski šahovski poslužitelj. Posvećena je pomaganju šahistima u razvijanju svoje igre. Stranica je gdje se može igrati šah preko interneta. Mjesto je uvježbavanja (taktika, otvaranja, završnice, pogađanja poteza, taktički i pozicijski motiv i vježbanje meta), rješavanja šahovskih problema, šahovska baza podataka partija, otvaranja, igrača i komentara. Ima svoj internetski forum, blogove, mobilnu aplikaciju i mogućnost gledanja partija u PGN-u. Do 12. ožujka 2020. na Chesstempu je riješeno 710,564.439 šahovskih problema, ima 924.922 korisnika, 107.887 taktičkih šahovskih problema i 12.115 problema šahovske završnice. Mogućnost pristupa je besplatna ali broj pruženih mogućnosti pri tome je manji. Ovisno o modelu plaćenog članstva pruža se više mogućnosti u korištenju.

## Vanjske poveznice
- Službene stranice
- Facebook